# Nonnus niger
Nonnus niger är en stekelart som först beskrevs av Brulle 1846.  Nonnus niger ingår i släktet Nonnus och familjen brokparasitsteklar. Inga underarter finns listade i Catalogue of Life.